# Panoz
Panoz Auto Development — американський виробник високотехнологічних автомобілів, заснований в 1989 році Деном Пеноз (англ. Dan Panoz), сином фармацевта та автоспортивного магната Дона Пеноза (англ. Don Panoz). Компанія розташована в Хоштон (штат Джорджія). Випущені Panoz включають такі автомобілі як Panoz Roadster, AIV Roadster і Panoz Esperante.

## Паноз і гонки
З 1997 року автомобілі Panoz беруть участь у гонках по всьому світу. Команда Panoz Racing брала участь у гонках на Panoz Avezzano в класі Pirelli GTS і в 2018 році виграла Чемпіонат виробників. На додаток до перемог у серії Ле-Ман, Esperante GTLM переміг у класі GT2 на 24 годинах Ле-Мана 2006 року і в тому ж році виграв 12 годин Себрінга 2006 року та піднявся на подіум у фіналі сезону на витривалість, Petit Le Mans 2006. Mans. Для американського сезону Ле-Мана 2007 року Panoz уклав контракт із давнім партнером BMW Motorsport Prototype Technology Group для проведення кампанії GTLM в ALMS та Ле-Мані. Panoz також надав IndyCar автомобілі G-Force GF05 та GF09; і Всесвітня серія Champ Car з їх останнім гоночним автомобілем Panoz DP01, який був останнім шасі, використовуваним у ChampCar до об'єднання американської серії відкритих коліс у шосейних гонках.